# Karl Wilhelm Scheibler
Pour les articles homonymes, voir Scheibler.
Karl Wilhelm Scheibler (né le 1er septembre 1820 à Montjoie et décédé le 13 avril 1881 à Łódź) est l'un des plus importants industriels de Łódź. 

## Biographie
Scheibler est né à Montjoie, dans l'Eifel. Il est l'aîné du fabricant de textiles Johann Carl Wilhelm, issu de la famille d'entrepreneurs Scheibler et de son épouse Sophie Wilhelm, née à Bruxelles, née Pasteur. Il va au lycée à Krefeld. Il commence ensuite son apprentissage à Verviers en Belgique dans l'usine de laine peignée de son oncle Konrad Gustav Pastor (de). Il apprend si vite qu'en 1837, une fonction de direction lui est confiée. En 1839, il se rend à Cockerill, où il se met en contact avec les machines de l'époque et effectue plusieurs voyages à l'étranger notamment en Angleterre, en France et en Allemagne. 
Les troubles en Europe en 1848 l'amènent à rechercher de nouvelles perspectives. La Russie et le Royaume du Congrès, n'ayant pas été touchés par les émeutes, l'industrie textile s'y est bien développée et Scheibler décide donc de s'y installer. Son oncle Friedrich Schlösser est là depuis 1816 et devient ainsi directeur de son usine à Ozorków. Après la mort de Schlösser, Scheibler prend la direction commerciale de la société. Le 16 septembre 1854, Scheibler épouse Anna Werner, une nièce de Schlösser et fille de Wilhelm et Mathilde Werner, et ont quatre fils et trois filles. 

### Début à Łódź

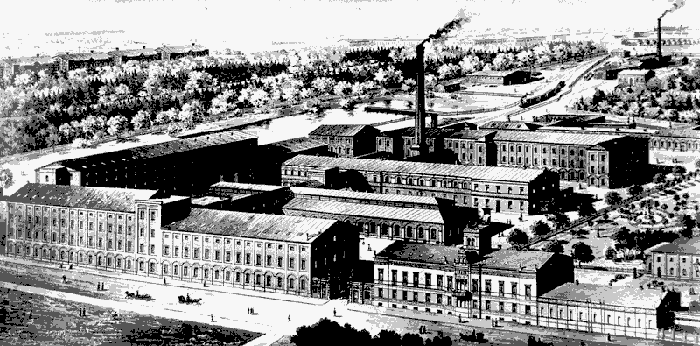
Usine Scheibler.

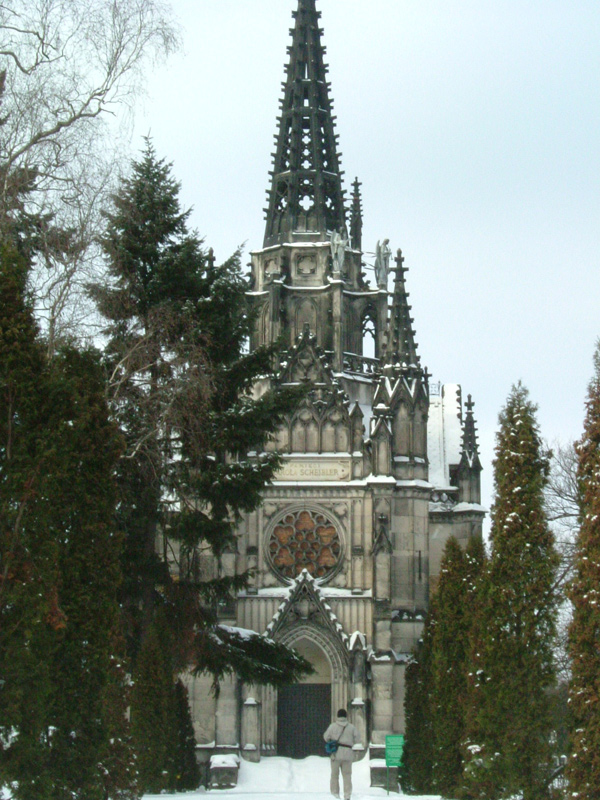
Mausolée de l'industriel Karl Scheibler au cimetière évangélique de Lodz.

En 1852, Scheibler tente de s'installer à Lodz. Avec Julius Schwartz, il achète une propriété qui appartient auparavant à Titus Kopisch et y construit, à l'angle de Emilienstraße, une usine de machines, située à Buschlinie (Widzewkastraße). Le 27 octobre 1853, il reçoit du maire de la ville, Trager "sur l'éternel" un bail sur une superficie plus grande, de 17 acres. En octobre 1854, Schwartz reçoit de Scheibler une indemnité de 10 000 roubles et transfère ainsi l’usine de machines à Scheibler en tant que propriétaire unique. En 1855, Scheibler met en service une filature avec 34 machines à filer et un moteur à vapeur de 40 CV sur le site de Wasserring. 180 ouvriers produit 416 000 livres de fil de coton en 1857. Trois ans plus tard, la production annuelle de l’usine, maintenant agrandie, atteint 305 100 roubles; près des 3/4 de la production de Louis Geyer (de). Scheibler a prévenu la menace de pénurie de matières premières causée par la guerre de sécession aux États-Unis entre 1861 et 1865 en raison de stocks suffisants. Les malheurs économiques ont élevé les tisserands contre les usines considérées comme le mal. Alors ils pénètrent le 21 avril 1861 dans l'usine de Scheibler et endommagent les installations de production. Grâce à ses stocks de matières premières, Scheibler réussi à générer de bons bénéfices et acquis en 1865 une filature à Źarki, près de Łódź. En 1866, les usines de Scheibler sont au troisième rang Ces usines représentent 9,3 % de la production de coton en Pologne. Quelques années plus tard, la société est la plus grande du genre en Pologne, employant 1 911 personnes en 1870. 
Son expansion dure jusqu'en 1880 et il se développe dans une zone industrielle à Księży Młyn (de). Il acquiert donc la filature de Christian Friedrich Wendisch, décédé en 1830 à Pfaffendorf (de) (Księży Młyn), l’usine de blanchiment de Titus Kopisch, qui est retournée en Silésie en raison de difficultés économiques et du tissage de coton de David Lande. De plus, les usines sont en expansion constante. En 1870, Scheibler reçoit l'Ordre de l'Aigle blanc à Saint-Pétersbourg. En 1874, un incendie détruit l'usine de Pfaffendorf, qui n'épargne que le tissage et le moteur à vapeur. Seulement un an plus tard, Scheibler fait construire une nouvelle filature avec 88 000 broches. 
Le 12 En décembre 1880, Scheibler transforme son entreprise en "Aktiengesellschaft der Baumwollmanufakturen von Carl Scheibler ", dont les actions sont transférées à la famille. La société a une fortune de neuf millions de roubles, dont six millions pour des bâtiments industriels sur une superficie de 177,63 hectares. 
Scheibler décède le 13 avril 1881. Sa femme décide de construire un mausolée. Après un concours décevant de projets de construction, elle confie la tâche à Joseph Dziekonski et Edward Lilpop, deux architectes de Varsovie. Sous leur direction, un impressionnant bâtiment néo-gothique est construit entre 1885 et 1888. Le mausolée est situé dans le cimetière protestant de Łódź. 
Ses descendants perpétuent l'entreprise jusqu'en 1944, date à laquelle ils doivent finalement émigrer à São Paulo, où la famille fonde de nouvelles entreprises. La société de Łódź est expropriée et rebaptisée initialement Stalinwerke, puis rebaptisée "Uniontex Łódź". La palais de Scheibler abrite actuellement le musée de la cinématographie . 

### Engagement social

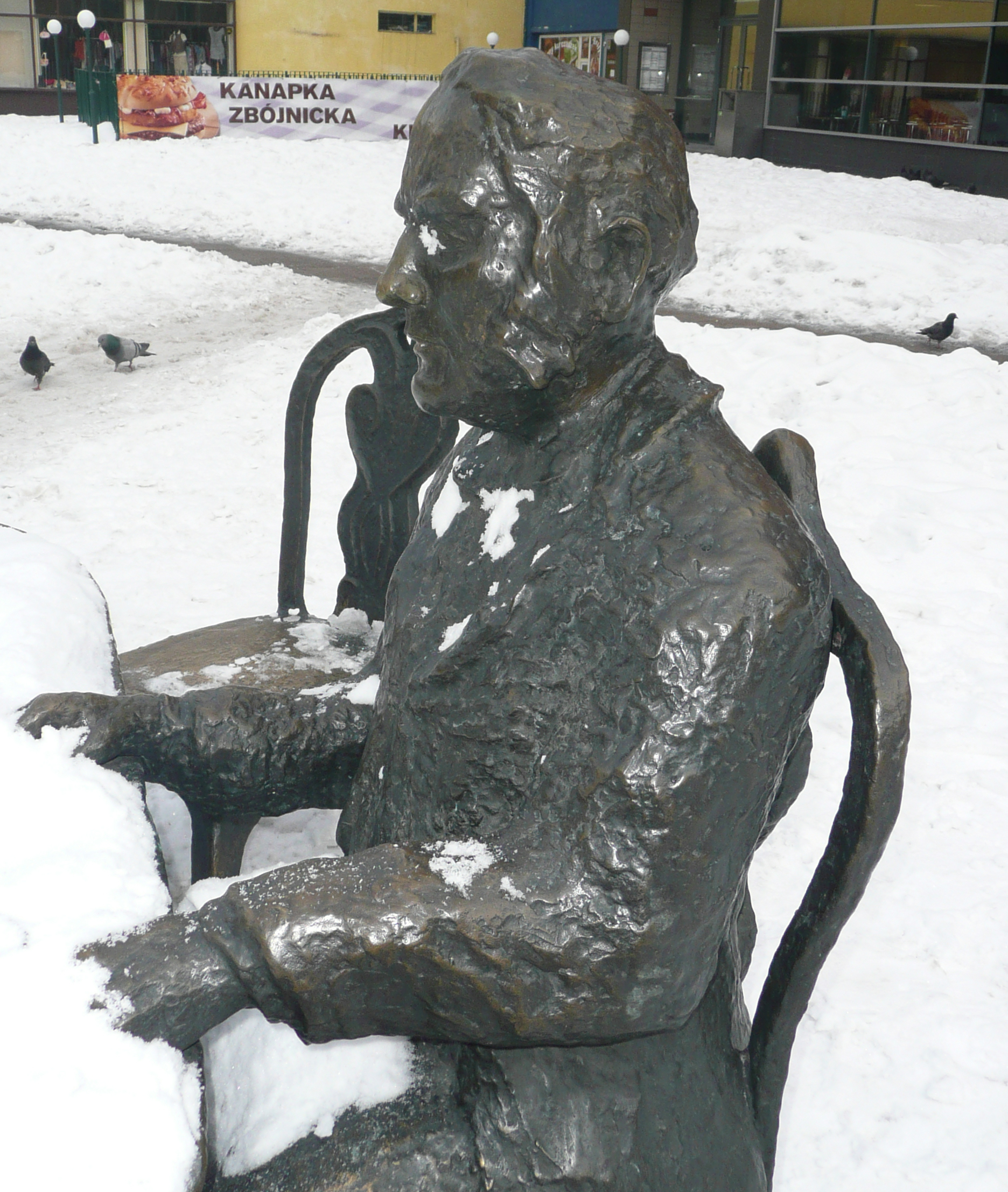
Statue de Karl Scheibler à Łódź.

Sans doute pas vraiment désintéressé, Scheibler s'implique dans le domaine social pour ses travailleurs. Grâce à ses activités, il peut compter en permanence sur du personnel qualifié. 
Il fait construire 200 logements ouvriers, qui sont bien établis selon les normes en vigueur. Cinq écoles élémentaires pour environ 2 400 enfants sont financés par Scheibler. Il finance également un hôpital avec 500 lits et six médecins ainsi que les ambulances coûtent environ 150 000 roubles par an, et pour une pharmacie dans laquelle les travailleurs de son usine reçoivent des médicaments gratuitement. Les autres installations comprennent une boulangerie, une cuisine pour les célibataires, un jardin d'enfants pour 200 enfants et une maison de retraite. En 1877, Scheibler est le premier propriétaire d'usine de Łód à fonder une école de garçons pour les fils de ses ouvriers. En 1870, Scheibler achète un terrain à Księży Młyn. Trois ans plus tard, des bâtiments de la fabrique de fil et de tissage sont construits sur trois étages. Avant l’entrée de l’usine, une avenue bordée d’arbres est construite. À l’autre extrémité se trouve l’école et les maisons des ouvriers. Dans chaque immeuble, il y a 16 à 18 appartements, un appartement d'une pièce d'environ 25 m2, un appartement de 2 pièces d'environ 40 m2. Les appartements haut de gamme sont donnés à des employés sélectionnés (administration, ingénieurs, maîtres, rarement ouvriers). Des lotissements, des fontaines et des écuries sont installés dans les cours. Dans la colonie, un hôpital, des magasins et une école primaire voient le jour. C'était l'une des premières colonies de ce genre en Europe et la première en Pologne. 
Mais aussi d'autres institutions publiques sont soutenues de manière significative par Scheibler. Il est l'un des fondateurs de l'Association caritative chrétienne et fait don de sommes d'argent importantes pour l'église protestante Saint-Jean (environ 100 000 roubles) et l’église catholique Saint-Croix. Scheibler soutient également la création de la banque commerciale de Łódź et de la banque industrielle de Łódź.

## Récompenses
- 1870: Ordre de l'Aigle blanc à Saint-Pétersbourg
- 1876: médaille d'or à Varsovie
- 1878: Grande médaille d'or à l'Exposition universelle de Paris
- Ordre de Saint-Stanislas 1er et 2e classe par le tsar Alexandre II